# Preobrajenka, Kalanceak
Preobrajenka (în ucraineană Преображенка) este localitatea de reședință a comunei Cervonîi Ceaban din raionul Kalanceak, regiunea Herson, Ucraina.

## Demografie
Componența lingvistică a localității Preobrajenka
     Ucraineană (76,31%)
     Rusă (22,92%)
     Alte limbi (0,08%)
Conform recensământului din 2001, majoritatea populației localității Preobrajenka era vorbitoare de ucraineană (76,31%), existând în minoritate și vorbitori de rusă (22,92%).